# Matevž Ravnikar
Matevž Ravnikar (tudi Raunicher Matteo, Matevsh Ravnikar, Matej Ravnikar, Matthseus Raunicher), slovenski rimskokatoliški škof, pesnik in zgodovinar, * 20. september 1776, Vače, Slovenija, † 20. november 1845, Trst, Avstrijsko cesarstvo.

## Življenje
Rodil se je očetu korajču Jurju in materi Neži (rojena Lavtar).
Živel je v času Franceta Prešerna, Napoleona in Ilirskih provinc, v času romantike in narodnega prebujanja.
Za časa svojega življenja je užival velik ugled, saj je ustanovitelj slovenske stolice oz. katedre za slovenski jezik na ljubljanski teološki akademiji (bogoslovnici), bil je kancler Ljubljanske centralne šole, predavatelj filozofije in Svetega pisma. Nazadnje celo koprsko-tržaški škof. Bil je buditelj narodne zavesti in borec za slovenski jezik, duhovnik janzenist, škof in nabožni pisatelj. Napisal je veliko knjig in prevodov. Najbolj znana knjiga je Zgodbe Svetiga pisma za mlade ljudi. Poleg tega je sodeloval pri prevajanju Wolfove Biblije.
V svoji oporoki je ustanovil sklad, iz katerega je bilo financiranih šest štipendij za šolajočo se mladino. Pri dveh štipendijah so imeli prednost njegovi sorodniki in rojaki z Vač.

## Delo
Prevodi iz hebrejščine in nemščine in priredbe drugih avtorjev: 
- Pentatevha,
- Prevod Nove zaveze (bil je eden od sodelavcev),
- Sveta maša inu keršansku premišluvanje za usak' dan iz Svetega pisma,
- Perpomočnik Boga prav spoznati inu častiti,
- Zgodbe Svetiga pisma za mlade ljudi (najpomembnejše delo 1815-1818),
- Abecednik za šole na kmetih,
- Male povesti za šole na kmetih,
- Keršanski katoliški navuk.

## Dejstva
- S Zoisovo in Kopitarjevo pomočjo je ustanovil leta 1815 na ljubljanskem bogoslovju stolico za slovenski jezik, s čimer se je začela organizirana skrb za slovenski jezik.
- Bil je kancler ljubljanske Centralne šole, predavatelj filozofije in svetopisemskih besedil.
- Od leta 1815 do smrti (1845) je bil tržaško-koprski škof.
- Imenovali so ga »oče« oziroma reformator slovenske proze, zaradi skrbnosti za slovenski jezik. S Kopitarjevo pomočjo je poskušal popolnoma slovenizirati osnovno in nadaljevalno šolo.
- Kopitar je o njem zapisal, da je bil mož, »kot ga kranjska literatura ni imela«. Ni bilo knjige, v kateri bi brali tako čisto slovenščino, kakor je bila v njegovih knjigah.

## Zanimivosti
Matevž Ravnikar je bil poleg profesorja, ki je predaval določeni predmet, vedno prisoten na izpitih (kot študijski direktor ljubljanskih licejskih filozofskih študij), ki jih je opravljal France Prešeren. Na vseh potrdilih o opravljenih izpitih je tudi Ravnikarjev podpis. Prešeren je vse izpite naredil z odliko. 
Prešernu pa so Ravnikarjeve slovničarske stranpoti kasneje izzvale odpor. Zato je zbadljivo napisal:
»Gorjancov naših jezik potujčvavši

si kriv, de kolne kmet, molitve bravši.«